# 青木涼真
青木 涼真（あおき りょうま、1997年6月16日 - ）は、日本の陸上競技選手。専門は長距離走・3000mSC。埼玉県久喜市出身。久喜市立鷲宮東中学校、埼玉県立春日部高等学校、法政大学生命科学部環境応用化学科卒業。本田技研工業（Honda陸上競技部）所属。

## 経歴
法政大学在学時代は箱根駅伝に4年連続で出場。2年次に出場した第94回東京箱根間往復大学駅伝競走（2018年）で初めて5区を任されて9人抜きで区間賞を獲得し、2019年の箱根駅伝では7人抜きで区間3位、2020年の箱根駅伝では2人を抜いて区間4位と快走を見せた。
2021年6月26日、長居陸上競技場（ヤンマースタジアム長居）で行われた日本選手権3000mSCにおいて、8分20秒70の自己新記録(当時)をマークし、3位入賞。2020年東京オリンピック代表に内定した。
五輪初出場となる2020年東京オリンピック陸上男子3000m障害では、予選2組9着となり、決勝には進出できなかった。
2023年世界選手権男子3000m障害では、予選5着で日本勢20年ぶりの決勝進出を決めた。決勝では8分24秒77で14位だった。
2024年パリオリンピックの陸上競技男子3000メートル障害では予選3組目に出場したが、8分29秒03のタイムで8着となり、決勝には進めなかった。

## 大学駅伝成績
| 年度               | 出雲駅伝                    | 全日本大学駅伝               | 箱根駅伝                                   |
| ------------------ | --------------------------- | ---------------------------- | ------------------------------------------ |
| 1年生 （2016年度） | 第28回 ー ー ー 出場なし    | 第48回 ー ー ー 出場なし     | 第93回 8区-区間9位 1時間7分20秒            |
| 2年生 （2017年度） | 第29回 3区-区間4位 25分11秒 | 第49回 4区-区間11位 41分08秒 | 第94回 5区-区間賞 1時間11分44秒 区間新記録 |
| 3年生 （2018年度） | 第30回 ー ー ー 出場なし    | 第50回 1区-区間5位 27分34秒  | 第95回 5区-区間3位 1時間11分29秒           |
| 4年生 （2019年度） | 第31回 3区-区間7位 24分20秒 | 第51回 8区-区間4位 58分38秒  | 第96回 5区-区間4位 1時間11分06秒           |